# هاوكورت (باد كاليه)
هاوكورت، باد كاليه (بالفرنسية: Haucourt, Pas-de-Calais)‏ هي بلدية تقع في إقليم باد كاليه من منطقة نور با دو كاليه في شمال فرنسا. تبلغ مساحة هذه المدينة 6.06 (كم²)، وترتفع عن سطح البحر 50 م، يبلغ عدد سكانها 240 نسمة حسب إحصاء المعهد الوطني للإحصاء والدراسات الاقتصادية سنة 2009 م. وترأس Philippe Dubus البلدية خلال فترة (2008-2014).